# Campionato europeo rally 2022
Il campionato europeo rally 2022 è stata la 70ª edizione del campionato europeo rally; è iniziato l'11 marzo con il Rally Serras de Fafe in Portogallo e si è concluso il 22 ottobre con il Rally di Catalogna in Spagna.
Le squadre e gli equipaggi hanno gareggiato in otto eventi e sono stati assegnati i titoli continentali piloti, co-piloti e costruttori. Gli equipaggi hanno utilizzato auto conformi ai regolamenti del gruppo R. Come di consueto la massima categoria di vetture ammesse a gareggiare era la Rally2 (ex R5), ovvero quella immediatamente inferiore alla Rally1, protagonista del campionato del mondo rally a partire dalla stagione 2022.
La serie venne supportata dalle categorie ERC-3, riservata a vetture di classe Rally3, e ERC-4, per vetture delle classi Rally4 e Rally5 a due ruote motrici; fu inoltre assegnato il trofeo ERC-4 Junior, dedicato ai piloti che non avessero superato i 27 anni di età al 1º gennaio 2022, disputatosi a eventi selezionati.

## Riepilogo
Andreas Mikkelsen era il campione in carica dopo aver conquistato il suo primo titolo nella precedente stagione, unico ad aver vinto sia l'alloro continentale che quello del mondiale WRC-2 nello stesso anno, nonché l'unico pilota norvegese ad essersi aggiudicato il campionato europeo, mentre l'alloro copiloti andò a Sara Fernández, facente parte di un differente equipaggio. La scuderia tedesca Toksport WRT era invece campione uscente nei costruttori.
I titoli piloti e copiloti 2022 sono stati vinti dalla coppia spagnola formata da Efrén Llarena e dalla stessa Sara Fernández su Škoda Fabia Rally2 Evo della scuderia MRF Tyres; si sono laureati campioni con due gare di anticipo alla vigilia del penultimo appuntamento, il Rally Barum Zlín, in quanto i loro principali contendenti, i rumeni Simone Tempestini e Sergiu Itu, non si sono iscritti alla gara ceca. Per Fernández si trattò quindi del secondo titolo copiloti consecutivo dopo quello vinto nell 2021; al termine del Rally Barum Zlín lo stesso Team MRF Tyres ha inoltre conquistato il campionato a squadre.
La serie ERC3 è stata invece vinta con due gare di anticipo dai polacchi Igor Widłak e Daniel Dymurski alla guida di una Ford Fiesta Rally3, mentre il campionato ERC4, assegnato all'ultima gara, andò al pilota spagnolo Óscar Palomo su Peugeot 208 Rally4 e alla copilota francese Marine Pelamourgues su Opel Corsa Rally4, facenti parte di due differenti equipaggi; il francese Laurent Pellier, di cui la stessa Pelamourgues era la copilota, ha invece conquistato il titolo Junior ERC a una gara dal termine della serie.

## Calendario
Il campionato, con i suoi otto appuntamenti, ha toccato sei nazioni europee, con due gare da disputarsi in Portogallo, due in Spagna, una in Polonia, una in Lettonia, una in Italia e una in Repubblica Ceca. L'evento conclusivo in Catalogna è stato ufficializzato il 1º agosto 2022, da svolgersi nello stesso week end della gara valida per il campionato del mondo, ma come evento a sé stante e seguendo i regolamenti dell'ERC.
| Tappa | Data          | Rally                                                      | Sede                                      | Superficie |
| ----- | ------------- | ---------------------------------------------------------- | ----------------------------------------- | ---------- |
| 1     | 11-13 marzo   | 35º Rally Serras de Fafe - Felgueiras - Cabreira e Boticas | Fafe, distretto di Braga                  | Sterrato   |
| 2     | 25-27 marzo   | 56º Azores Rallye                                          | Ponta Delgada, Azzorre                    | Sterrato   |
| 3     | 12-14 maggio  | 46º Rally Islas Canarias                                   | Las Palmas de Gran Canaria, Isole Canarie | Asfalto    |
| 4     | 11-12 giugno  | 78th ORLEN Rally Poland                                    | Mikołajki, Voivodato della Varmia-Masuria | Sterrato   |
| 5     | 2-3 luglio    | 10° Tet Rally Liepāja                                      | Liepāja                                   | Sterrato   |
| 6     | 23-24 luglio  | 10º Rally di Roma Capitale                                 | Roma, Lazio                               | Asfalto    |
| 7     | 27-28 agosto  | 51. Barum Czech Rally Zlín                                 | Zlín, Regione di Zlín                     | Asfalto    |
| 8     | 20-22 ottobre | RallyRACC Catalunya - Costa Daurada (ERC) 2022             | Salou, Catalogna                          | Asfalto    |

## Squadre e piloti

### Iscritti ERC
Al campionato possono partecipare equipaggi a bordo di vetture la cui massima categoria sia la Rally2 e/o la R5, entrambe appartenenti alla classe RC2 (il secondo livello del rallysmo mondiale), la quale rappresenta pertanto l'élite in seno al campionato europeo. Per marcare punti nel campionato costruttori è sufficiente essere iscritti agli eventi anche come squadra (vale anche per i privati) e montare pneumatici di una delle tre case omologate, ovvero Michelin, Pirelli o MRF Tyres.
| Iscritti al campionato a squadre ERC | Iscritti al campionato a squadre ERC | Iscritti al campionato a squadre ERC  | Iscritti al campionato a squadre ERC | Iscritti al campionato a squadre ERC | Iscritti al campionato a squadre ERC | Iscritti al campionato a squadre ERC |
| Costruttori                          | Auto                                 | Squadre                               | Pneumatici                           | Piloti                               | Copiloti                             | Gare                                 |
| ------------------------------------ | ------------------------------------ | ------------------------------------- | ------------------------------------ | ------------------------------------ | ------------------------------------ | ------------------------------------ |
| Citroën                              | Citroën C3 Rally2                    | Citroën Vodafone Team                 | P                                    | José Pedro Fontes                    | Inês Ponte                           | 1–2                                  |
| Citroën                              | Citroën C3 Rally2                    | Auto Açoreana Racing                  | M                                    | Rúben Rodrigues                      | Estevão Rodrigues                    | 1–2                                  |
| Citroën                              | Citroën C3 Rally2                    | BTH Import Stal Rally Team            | M                                    | Łukasz Kotarba                       | Tomasz Kotarba                       | 1–6                                  |
| Citroën                              | Citroën C3 Rally2                    | Play Racing                           | M                                    | Pedro Câmara                         | João Câmara                          | 2                                    |
| Citroën                              | Citroën C3 Rally2                    | F.P.F. Sport                          | P                                    | Andrea Crugnola                      | Pietro Elia Ometto                   | 6                                    |
| Citroën                              | Citroën C3 Rally2                    | Revys Motorsport                      | P                                    | Miguel Ángel Suárez                  | Eduardo González                     | 3                                    |
| Ford                                 | Ford Fiesta Rally2                   | Yacco ACCR Team                       | M                                    | Erik Cais                            | Petr Těšínský                        | 1, 7                                 |
| Ford                                 | Ford Fiesta Rally2                   | Plon RT                               | P                                    | Ken Torn                             | Kauri Pannas                         | 1–2, 4, 7                            |
| Ford                                 | Ford Fiesta Rally2                   | Plon RT                               | P                                    | Ken Torn                             | Andrus Toom                          | 5                                    |
| Ford                                 | Ford Fiesta Rally2                   | Plon RT                               | P                                    | Ken Torn                             | Ken Järveoja                         | 6                                    |
| Ford                                 | Ford Fiesta Rally2                   | Copi Sport                            | P                                    | Enrique Cruz                         | Yeray Mujica                         | 3                                    |
| Ford                                 | Ford Fiesta Rally2                   | OT Racing                             | P                                    | Priit Koik                           | Kristo Tamm                          | 4–5                                  |
| Hyundai                              | Hyundai i20 N Rally2                 | Team Hyundai Portugal                 | P                                    | Ricardo Teodósio                     | José Teixeira                        | 1                                    |
| Hyundai                              | Hyundai i20 N Rally2                 | Team Hyundai Portugal                 | M                                    | Bruno Magalhães                      | Carlos Magalhães                     | 1–2                                  |
| Hyundai                              | Hyundai i20 N Rally2                 | Sports & You                          | P                                    | Pedro Meireles                       | Pedro Alves                          | 1                                    |
| Hyundai                              | Hyundai i20 N Rally2                 | Hyundai Rally Team Italia             | P                                    | Giandomenico Basso                   | Lorenzo Granai                       | 6                                    |
| Hyundai                              | Hyundai i20 R5                       | Kowax 2Brally Racing                  | P                                    | Tom Kristensson                      | Andreas Johansson                    | 4–5, 7                               |
| Hyundai                              | Hyundai i20 R5                       | Kowax 2Brally Racing                  | M                                    | Martin Vlček                         | Alexandra Skripová                   | 7                                    |
| Hyundai                              | Hyundai i20 R5                       | APR Motorsport                        | M                                    | Łukasz Byśkiniewicz                  | Daniel Siatkowski                    | 4                                    |
| Škoda                                | Škoda Fabia Rally2 Evo               | Team MRF Tyres                        | M                                    | Efrén Llarena                        | Sara Fernández                       | Tutte                                |
| Škoda                                | Škoda Fabia Rally2 Evo               | Team MRF Tyres                        | M                                    | Norbert Herczig                      | Igor Bacigál                         | 1–4, 6                               |
| Škoda                                | Škoda Fabia Rally2 Evo               | Team MRF Tyres                        | M                                    | Norbert Herczig                      | Ramón Ferencz                        | 7                                    |
| Škoda                                | Škoda Fabia Rally2 Evo               | Team MRF Tyres                        | M                                    | Simone Campedelli                    | Tania Canton                         | 1–4, 6–7                             |
| Škoda                                | Škoda Fabia Rally2 Evo               | Team MRF Tyres                        | M                                    | Javier Pardo                         | Adrián Pérez                         | 5–8                                  |
| Škoda                                | Škoda Fabia Rally2 Evo               | Team MRF Tyres                        | M                                    | Mārtiņš Sesks                        | Renars Francis                       | 5–6                                  |
| Škoda                                | Škoda Fabia Rally2 Evo               | ARC Sport                             | M                                    | Miguel Correia                       | Jorge Carvalho                       | 1                                    |
| Škoda                                | Škoda Fabia Rally2 Evo               | Escudería Milesocasiones.com          | P                                    | Ricardo Triviño                      | Vicente Salom                        | 1                                    |
| Škoda                                | Škoda Fabia Rally2 Evo               | Eurosol Racing Team Hungary           | M                                    | Simon Wagner                         | Gerald Winter                        | 2–3, 7                               |
| Škoda                                | Škoda Fabia Rally2 Evo               | Eurosol Racing Team Hungary           | M                                    | Simon Wagner                         | Pia Šumer                            | 5                                    |
| Škoda                                | Škoda Fabia Rally2 Evo               | Topp-Cars Rally Team                  | P                                    | Grzegorz Grzyb                       | Kamil Kozdroń                        | 3–4                                  |
| Škoda                                | Škoda Fabia Rally2 Evo               | Topp-Cars Rally Team                  | P                                    | Grzegorz Grzyb                       | Adam Binięda                         | 6                                    |
| Škoda                                | Škoda Fabia Rally2 Evo               | Topp-Cars Rally Team                  | P                                    | Martin László                        | Dávid Berendi                        | 7–8                                  |
| Škoda                                | Škoda Fabia Rally2 Evo               | Entry Engineering - ATT Investments   | P                                    | Filip Mareš                          | Radovan Bucha                        | 4, 6–7                               |
| Škoda                                | Škoda Fabia Rally2 Evo               | Canarias Sport Club                   | P                                    | Luis Felipe Monzón                   | José Carlos Déniz                    | 3                                    |
| Škoda                                | Škoda Fabia Rally2 Evo               | ORLEN Team                            | P                                    | Mikołaj Marczyk                      | Szymon Gospodarczyk                  | 4                                    |
| Škoda                                | Škoda Fabia Rally2 Evo               | Teltonika Racing                      | P                                    | Vaidotas Žala                        | Ilka Minor                           | 4–5                                  |
| Škoda                                | Škoda Fabia Rally2 Evo               | Tehase Auto                           | P                                    | Gregor Jeets                         | Timo Taniel                          | 4–5                                  |
| Škoda                                | Škoda Fabia Rally2 Evo               | BRR Baumschlager Rallye & Racing Team | P                                    | Albert von Thurn und Taxis           | Bernhard Ettel                       | 6–7                                  |
| Škoda                                | Škoda Fabia Rally2 Evo               | Agrotec Škoda Rally Team              | P                                    | Jan Kopecký                          | Jan Hloušek                          | 7                                    |
| Škoda                                | Škoda Fabia R5                       | Escudería Mollerussa                  | M                                    | José Luis García                     | José Murado                          | 1, 3, 6                              |
| Škoda                                | Škoda Fabia R5                       | Samohýl Škoda Team                    | M                                    | Adam Březík                          | Ondřej Krajča                        | 7                                    |
| Volkswagen                           | Volkswagen Polo GTI R5               | Rallye Team Spain                     | P                                    | Nil Solans                           | Marc Martí                           | 1                                    |
| Volkswagen                           | Volkswagen Polo GTI R5               | ALM Motorsport                        | P                                    | Georg Linnamäe                       | James Morgan                         | 1                                    |
| Volkswagen                           | Volkswagen Polo GTI R5               | GO2NFT Rally Team                     | P                                    | Radosław Typa                        | Łukasz Sitek                         | 4                                    |
| note:                                |                                      |                                       |                                      |                                      |                                      |                                      |

| Iscritti al campionato ERC come privati | Iscritti al campionato ERC come privati | Iscritti al campionato ERC come privati | Iscritti al campionato ERC come privati | Iscritti al campionato ERC come privati | Iscritti al campionato ERC come privati | Iscritti al campionato ERC come privati |
| Costruttori                             | Auto                                    | Pneumatici                              | Piloti                                  | Copiloti                                | Gare                                    |                                         |
| --------------------------------------- | --------------------------------------- | --------------------------------------- | --------------------------------------- | --------------------------------------- | --------------------------------------- | --------------------------------------- |
| Citroën                                 | Citroën C3 Rally2                       | P                                       | Rachele Somaschini                      | Nicola Arena                            | 1–3, 6                                  |                                         |
| Citroën                                 | Citroën C3 Rally2                       | M                                       | Yoann Bonato                            | Benjamin Boulloud                       | 3, 5–6, 8                               |                                         |
| Ford                                    | Ford Fiesta Rally2                      | P                                       | Luke Anear                              | Andrew Sarandis                         | 5                                       |                                         |
| Hyundai                                 | Hyundai i20 N Rally2                    | P                                       | Pauric Duffy                            | Jeff Case                               | 1                                       |                                         |
| Hyundai                                 | Hyundai i20 N Rally2                    | P                                       | Nil Solans                              | Marc Martí                              | 4–5                                     |                                         |
| Hyundai                                 | Hyundai i20 N Rally2                    | P                                       | Hayden Paddon                           | John Kennard                            | 5                                       |                                         |
| Hyundai                                 | Hyundai i20 N Rally2                    | P                                       | Antonio Rusce                           | Giulia Paganoni                         | 6                                       |                                         |
| Škoda                                   | Škoda Fabia Rally2 Evo                  | M                                       | Pedro Almeida                           | Mário Castro                            | 1–2                                     |                                         |
| Škoda                                   | Škoda Fabia Rally2 Evo                  | M                                       | Armindo Araújo                          | Luís Ramalho                            | 1–2                                     |                                         |
| Škoda                                   | Škoda Fabia Rally2 Evo                  | M                                       | Miguel Correia                          | Jorge Carvalho                          | 2                                       |                                         |
| Škoda                                   | Škoda Fabia Rally2 Evo                  | M                                       | Simone Tempestini                       | Sergiu Itu                              | 1–6                                     |                                         |
| Škoda                                   | Škoda Fabia Rally2 Evo                  | P                                       | Alberto Battistolli                     | Simone Scattolin                        | Tutte                                   |                                         |
| Škoda                                   | Škoda Fabia Rally2 Evo                  | M                                       | Luis Vilariño                           | Javier Martínez                         | 1–2                                     |                                         |
| Škoda                                   | Škoda Fabia Rally2 Evo                  | M                                       | Javier Pardo                            | Adrián Pérez                            | 1–3                                     |                                         |
| Škoda                                   | Škoda Fabia Rally2 Evo                  | M                                       | Javier Pardo                            | Adrián Pérez                            | 4                                       |                                         |
| Škoda                                   | Škoda Fabia Rally2 Evo                  | M                                       | Ricardo Moura                           | António Costa                           | 2                                       |                                         |
| Škoda                                   | Škoda Fabia Rally2 Evo                  | M                                       | Luís Rego                               | Jorge Henriques                         | 2                                       |                                         |
| Škoda                                   | Škoda Fabia Rally2 Evo                  | M                                       | Daniel Chwist                           | Kamil Heller                            | 3–4                                     |                                         |
| Škoda                                   | Škoda Fabia Rally2 Evo                  | P                                       | Vladas Jurkevičius                      | Aisvydas Paliukėnas                     | 4–5                                     |                                         |
| Škoda                                   | Škoda Fabia Rally2 Evo                  | P                                       | Maciej Lubiak                           | Grzegorz Dachowski                      | 4                                       |                                         |
| Škoda                                   | Škoda Fabia Rally2 Evo                  | P                                       | Zbigniew Gabryś                         | Michał Marczewski                       | 4                                       |                                         |
| Škoda                                   | Škoda Fabia Rally2 Evo                  | P                                       | Adrian Chwietczuk                       | Damian Syty                             | 4                                       |                                         |
| Škoda                                   | Škoda Fabia Rally2 Evo                  | P                                       | Mikko Heikkilä                          | Samu Vaaleri                            | 5                                       |                                         |
| Škoda                                   | Škoda Fabia Rally2 Evo                  | P                                       | Damiano De Tommaso                      | Giorgia Ascalone                        | 6                                       |                                         |
| Škoda                                   | Škoda Fabia Rally2 Evo                  | M                                       | Fabio Andolfi                           | Manuel Fenoli                           | 6                                       |                                         |
| Škoda                                   | Škoda Fabia Rally2 Evo                  | P                                       | Giacomo Scattolon                       | Giovanni Bernacchini                    | 6                                       |                                         |
| Škoda                                   | Škoda Fabia Rally2 Evo                  | P                                       | Tommaso Ciuffi                          | Nicolò Gonella                          | 6                                       |                                         |
| Škoda                                   | Škoda Fabia R5                          | P                                       | Josep Bassas                            | Axel Coronado                           | 1, 3, 5                                 |                                         |
| Škoda                                   | Škoda Fabia R5                          | P                                       | Paulo Nobre                             | Gabriel Morales                         | 1–2                                     |                                         |
| Škoda                                   | Škoda Fabia R5                          | P                                       | Aloísio Monteiro                        | Sancho Eiró                             | 2                                       |                                         |
| Volkswagen                              | Volkswagen Polo GTI R5                  | P                                       | Nil Solans                              | Marc Martí                              | 3                                       |                                         |
| note:                                   |                                         |                                         |                                         |                                         |                                         |                                         |

### Iscritti ERC Open
Il trofeo ERC Open, novità della stagione 2022, è dedicato alle vetture delle categorie Rally2 Kit, R-GT e N4. Esso non è tuttavia un titolo assegnato dalla FIA.
| Iscritti al campionato a squadre | Iscritti al campionato a squadre | Iscritti al campionato a squadre | Iscritti al campionato a squadre | Iscritti al campionato a squadre | Iscritti al campionato a squadre | Iscritti al campionato a squadre |
| Costruttori                      | Auto                             | Squadre                          | Pneumatici                       | Piloti                           | Copiloti                         | Gare                             |
| -------------------------------- | -------------------------------- | -------------------------------- | -------------------------------- | -------------------------------- | -------------------------------- | -------------------------------- |
| Škoda                            | Škoda Fabia R4                   | Proracing Rally Team             | P                                | Mārtiņš Sesks                    | Renars Francis                   | 2                                |
| Škoda                            | Škoda Fabia R4                   | Proracing Rally Team             | M                                | Mārtiņš Sesks                    | Renars Francis                   | 4                                |
| Suzuki                           | Suzuki Swift R4LLY S             | Suzuki Motor Ibérica             | M                                | Joan Vinyes                      | Jordi Mercader                   | 1–4, 6, 8                        |
| Suzuki                           | Suzuki Swift R4LLY S             | Suzuki Motor Ibérica             | M                                | Alberto Monarri                  | Carlos Cancela                   | 1–4                              |
| Suzuki                           | Suzuki Swift R4LLY S             | Suzuki Motor Ibérica             | M                                | Alberto Monarri                  | Alberto Chamorro                 | 6                                |
| Suzuki                           | Suzuki Swift R4LLY S             | Suzuki Motor Ibérica             | M                                | Alberto Monarri                  | Borja Odriozola                  | 8                                |
| note:                            |                                  |                                  |                                  |                                  |                                  |                                  |

## Risultati e statistiche
| Gara | Nome rally                                                               | Vincitori | Vincitori                           | Vincitori                                         | Vincitori | Statistiche | Statistiche           | Statistiche | Statistiche | Statistiche |
| Gara | Nome rally                                                               | Nº        | Pilota e copilota                   | Squadra e vettura                                 | Tempo     | Speciali    | Lunghezza             | Iscritti    | Partiti     | Arrivati    |
| ---- | ------------------------------------------------------------------------ | --------- | ----------------------------------- | ------------------------------------------------- | --------- | ----------- | --------------------- | ----------- | ----------- | ----------- |
| 1    | 35º Rally Serras de Fafe - Felgueiras - Cabreira e Boticas (11–13 marzo) | 4         | Nil Solans Marc Martí               | Rallye Team Spain (Volkswagen Polo GTI R5)        | 2h01'14"0 | (17) 15     | (196,21 km) 164,23 km | 54          | 49          | 30          |
| 2    | 56th Azores Rallye (26–27 marzo)                                         | 8         | Efrén Llarena Sara Fernández        | Team MRF Tyres (Škoda Fabia Rally2 Evo)           | 2h24'58"3 | (14) 13     | (204,26 km) 192,86 km | 46          | 46          | 36          |
| 3    | 46º Rally Islas Canarias (12–14 maggio)                                  | 2         | Nil Solans Marc Martí               | privato (Volkswagen Polo GTI R5)                  | 1h58'57"0 | 13          | 194,04 km             | 69          | 68          | 57          |
| 4    | 78th ORLEN Rally Poland (10–12 giugno)                                   | 3         | Mikołaj Marczyk Szymon Gospodarczyk | Orlen Team (Škoda Fabia Rally2 Evo)               | 1h38'05"4 | 14          | 188,10 km             | 56          | 55          | 42          |
| 5    | Tet Rally Liepāja 2022 (2–3 luglio)                                      | 11        | Mārtiņš Sesks Renars Francis        | Team MRF Tyres (Škoda Fabia Rally2 Evo)           | 1h31'19"8 | 12          | 181,28 km             | 50          | 50          | 40          |
| 6    | 10º Rally di Roma Capitale (22–24 luglio)                                | 15        | Damiano De Tommaso Giorgia Ascalone | privato (Škoda Fabia Rally2 Evo)                  | 1h52'37"5 | 13          | 186,98 km             | 75          | 73          | 58          |
| 7    | 51. Barum Czech Rally Zlín (26–28 agosto)                                | 4         | Jan Kopecký Jan Hloušek             | Agrotec Škoda Rally Team (Škoda Fabia Rally2 Evo) | 1h59'27"6 | 13          | 202,57 km             | 74          | 68          | 54          |
| 8    | RallyRACC Catalunya - Costa Daurada (ERC) 2022 (20–22 ottobre)           | 102       | Yoann Bonato Benjamin Boulloud      | privato (Citroën C3 Rally2)                       | 1h56'20"0 | (14) 12     | (235,52 km) 201,35 km | 21          | 21          | 16          |

Legenda: Pos.= Posizione; Nº = Numero di gara.

## Classifiche

### Punteggio
I punti per i campionati piloti e copiloti di ogni serie, ad eccezione dell'ERC4 Junior dove saranno validi soltanto per i piloti, sono assegnati ai primi quindici equipaggi classificati. Per quanto riguarda la power stage, i punti assegnati ai primi cinque classificati varranno soltanto per il campionato piloti. Per le serie ERC, ERC3 ed ERC4 saranno conteggiati i migliori sette risultati sugli otto a disposizione; per il campionato ERC4 Junior verranno invece presi in considerazione i migliori cinque sui sei totali.
| Posizione finale | 1ª | 2ª | 3ª | 4ª | 5ª | 6ª | 7ª | 8ª | 9ª | 10ª | 11ª | 12ª | 13ª | 14ª | 15ª |
| Punti            | 30 | 24 | 21 | 19 | 17 | 15 | 13 | 11 | 9  | 7   | 5   | 4   | 3   | 2   | 1   |

| Posizione nella Power stage | 1ª | 2ª | 3ª | 4ª | 5ª |
| Punti                       | 5  | 4  | 3  | 2  | 1  |

A parità di punteggio, nelle classifiche generali prevale chi ha ottenuto il miglior risultato e/o il maggior numero di essi.

### Classifica generale piloti
La seguente classifica generale tiene conto soltanto dei piloti iscritti al campionato ERC e/o alle sue serie minori (ERC3, ERC4 e ERC4 Junior).
| Pos. | Pilota                     | SER | AZZ  | CAN  | POL   | LIE | ROM | BAR   | CAT | Punti |
| ---- | -------------------------- | --- | ---- | ---- | ----- | --- | --- | ----- | --- | ----- |
| 1    | Efrén Llarena              | 10  | 1    | 2    | 4     | 23  | 4   | (Rit) | 21  | 166   |
| 2    | Javier Pardo               | 4   | (13) | 7    | 9     | 8   | 75  | 10    | 34  | 99    |
| 3    | Yoann Bonato               |     |      | 34   |       | 10  | 3   |       | 12  | 88    |
| 4    | Simone Tempestini          | Rit | 42   | 8    | 52    | 9   | 6   | WD    |     | 79    |
| 5    | Nil Solans                 | 14  |      | 13   | Rit   | 11  |     |       |     | 70    |
| 6    | Simone Campedelli          | Rit | 75   | 5    | 35    |     | 2   | 6     |     | 70    |
| 7    | Alberto Battistolli        | 53  | 9    | (SQ) | 8     | 72  | Rit | Rit   | 85  | 69    |
| 7    | Ken Torn                   | 241 | Rit  |      | 3     | 4   | 11  | Rit   |     | 55    |
| 8    | Norbert Herczig            | Rit | 8    | 9    | 10    |     | 10  | 52    |     | 55    |
| 10   | Simon Wagner               |     | 34   | 371  |       | 14  |     | 3     |     | 54    |
| 11   | Armindo Araújo             | 2   | 5    |      |       |     |     |       |     | 45    |
| 12   | Mārtiņš Sesks              |     | 10   |      | 17    | 1   |     |       |     | 42    |
| 13   | Filip Mareš                |     |      |      | 7     |     | 231 | 2     |     | 42    |
| 14   | Martin László              |     |      | 22   | 30    | Rit | Rit | 7     | 43  | 35    |
| 15   | Jan Kopecký                |     |      |      |       |     |     | 14    |     | 32    |
| 16   | Tom Kristensson            |     |      |      | 24    | 12  |     | 255   |     | 31    |
| 17   | Mikołaj Marczyk            |     |      |      | 1     |     |     |       |     | 30    |
| 18   | Damiano De Tommaso         |     |      |      |       |     | 1   |       |     | 30    |
| 19   | Bruno Magalhães            | 6   | 6    |      |       |     |     |       |     | 30    |
| 20   | Ricardo Moura              |     | 23   |      |       |     |     |       |     | 27    |
| 21   | Grzegorz Grzyb             |     |      | Rit  | 6     |     | 8   |       |     | 26    |
| 22   | Gregor Jeets               |     |      |      | 115   | 5   |     |       |     | 24    |
| 23   | Laurent Pellier            |     |      | 15   | 20    | 36  | 16  | 11    | 5   | 23    |
| 24   | Georg Linnamäe             | 35  |      |      |       |     |     |       |     | 22    |
| 25   | Mikko Heikkilä             |     |      |      |       | 3   |     |       |     | 21    |
| 26   | Andrea Crugnola            |     |      |      |       |     | 52  |       |     | 21    |
| 27   | Joan Vinyes                | 13  | 16   | 12   | 21    |     | 20  |       | 7   | 20    |
| 28   | Enrique Cruz               |     |      | 4    |       |     |     |       |     | 19    |
| 29   | Erik Cais                  | Rit |      |      |       |     |     | 4     |     | 19    |
| 30   | José Pedro Fontes          | 7   | 12   |      |       |     |     |       |     | 17    |
| 31   | Alberto Monarri            | 15  | 28   | 39   | 33    |     | 18  |       | 6   | 16    |
| 32   | Josep Bassas               | Rit |      | 65   |       | 29  |     |       |     | 16    |
| 33   | Hayden Paddon              |     |      |      |       | 6   |     |       |     | 15    |
| 34   | Albert von Thurn und Taxis |     |      |      |       |     | 12  | 8     |     | 15    |
| 35   | Adam Březík                |     |      |      |       |     |     | 91    |     | 14    |
| 36   | Andrea Mabellini           | 20  | 22   | 17   | (Rit) | 25  | 19  | 12    | 9   | 13    |
| 37   | Ricardo Teodósio           | 8   | Rit  |      |       |     |     |       |     | 11    |
| 38   | Pedro Almeida              | 9   | 18   |      |       |     |     |       |     | 9     |
| 39   | Tommaso Ciuffi             |     |      |      |       |     | 9   |       |     | 9     |
| 40   | Óscar Palomo               | 19  |      | 18   | 24    | 15  | 22  | 13    | 11  | 9     |
| 41   | Łukasz Kotarba             | Rit | 26   | 11   | 15    | Rit | 14  |       |     | 8     |
| 42   | Roberto Daprà              | 22  | Rit  | 23   | 38    | 34  | 21  | (Rit) | 10  | 7     |
| 43   | Miguel Ángel Suárez        |     |      | 10   |       |     |     |       |     | 7     |
| 44   | Miguel Correia             | Rit | 11   |      |       |     |     |       |     | 5     |
| 45   | Luis Vilariño              | 11  | 18   |      |       |     |     |       |     | 5     |
| 46   | Vaidotas Žala              |     |      |      | 341   | Rit |     |       |     | 5     |
| 47   | Toni Herranen              |     |      |      | 22    | 16  | 37  |       | 12  | 4     |
| 48   | Paulo Nobre                | 12  | Rit  |      |       |     |     |       |     | 4     |
| 49   | Adrian Chwietczuk          |     |      |      | 12    |     |     |       |     | 4     |
| 50   | Robert Virves              |     |      |      | 13    |     | 15  |       |     | 4     |
| 51   | Priit Koik                 |     |      |      | 16    | 13  |     |       |     | 3     |
| 52   | José Luis García           | Rit |      | 13   |       |     | Rit |       |     | 3     |
| 53   | Antonio Rusce              |     |      |      |       |     | 13  |       |     | 3     |
| 54   | Kaspar Kasari              | 14  |      |      | 19    | 17  |     |       |     | 2     |
| 55   | Rachele Somaschini         | Rit | 20   | 14   |       |     | 17  |       |     | 2     |
| 56   | Luís Rego                  |     | 14   |      |       |     |     |       |     | 2     |
| 57   | Maciej Lubiak              |     |      |      | 14    |     |     |       |     | 2     |
| 58   | Martin Vlček               |     |      |      |       |     |     | 14    |     | 2     |
| 59   | Daniel Polášek             |     |      | 26   | 32    | Rit | Rit | 15    |     | 1     |
| 60   | Pedro Câmara               |     | 15   |      |       |     |     |       |     | 1     |
| Pos. | Pilota                     | SER | AZZ  | CAN  | POL   | LIE | ROM | BAR   | CAT | Punti |

| Colore  | Risultato                |
| ------- | ------------------------ |
| Oro     | Vincitore                |
| Argento | 2º posto                 |
| Bronzo  | 3º posto                 |
| Verde   | Finito a punti           |
| Blu     | Finito senza punti       |
| Blu     | Non classificato (NC)    |
| Viola   | Ritirato (Rit)           |
| Nero    | Squalificato (SQ)        |
| Nero    | Escluso (ES)             |
| Bianco  | Non ha gareggiato        |
| Bianco  | Iscrizione ritirata (WD) |
| Bianco  | Non partito (NP)         |
| Bianco  | Gara cancellata (C)      |

### Classifica generale copiloti
La seguente classifica generale tiene conto soltanto dei piloti iscritti al campionato ERC e/o alle sue serie minori (ERC3, ERC4 e ERC4 Junior).
| Pos. | Copilota            | SER | AZZ  | CAN | POL   | LIE | ROM | BAR   | CAT | Punti |
| ---- | ------------------- | --- | ---- | --- | ----- | --- | --- | ----- | --- | ----- |
| 1    | Sara Fernández      | 10  | 1    | 2   | 4     | 23  | 4   | (Rit) | 21  | 166   |
| 2    | Adrián Pérez        | 4   | (13) | 7   | 9     | 8   | 75  | 10    | 34  | 99    |
| 3    | Benjamin Boulloud   |     |      | 34  |       | 10  | 3   |       | 12  | 88    |
| 4    | Sergiu Itu          | Rit | 42   | 8   | 52    | 9   | 6   | WD    |     | 79    |
| 5    | Marc Martí          | 14  |      | 13  | Rit   | 11  |     |       |     | 70    |
| 6    | Tania Canton        | Rit | 7    | 5   | 35    |     | 2   | 6     |     | 69    |
| 7    | Simone Scattolin    | 53  | 9    | SQ  | 8     | 72  |     | Rit   | 85  | 69    |
| 8    | Gerald Winter       |     | 34   | 371 |       |     |     | 3     |     | 52    |
| 9    | Luís Ramalho        | 2   | 5    |     |       |     |     |       |     | 45    |
| 10   | Renars Francis      |     | 10   |     | 17    | 1   | 31  |       |     | 42    |
| 11   | Radovan Bucha       |     |      |     | 7     |     | 231 | 2     |     | 42    |
| 12   | Dávid Berendi       |     |      | 22  | 30    | Rit | Rit | 7     | 43  | 35    |
| 13   | Jan Hloušek         |     |      |     |       |     |     | 14    |     | 32    |
| 14   | Andreas Johansson   |     |      |     | 24    | 12  |     | 255   |     | 31    |
| 15   | Szymon Gospodarczyk |     |      |     | 1     |     |     |       |     | 30    |
| 16   | Giorgia Ascalone    |     |      |     |       |     | 1   |       |     | 30    |
| 17   | Carlos Magalhães    | 6   | 6    |     |       |     |     |       |     | 30    |
| 18   | Kauri Pannas        | 241 | Rit  |     | 3     |     |     | Rit   |     | 29    |
| 19   | Igor Bacigál        | Rit | 8    | 9   | 10    |     |     |       |     | 27    |
| 20   | António Costa       |     | 23   |     |       |     |     |       |     | 27    |
| 21   | Adam Binięda        |     |      |     | 6     |     | 8   |       |     | 26    |
| 22   | Timo Taniel         |     |      |     | 115   | 5   |     |       |     | 24    |
| 23   | Marine Pelamourgues |     |      | 15  | 20    | 36  | 16  | 11    | 5   | 23    |
| 24   | James Morgan        | 35  |      |     |       |     |     |       |     | 22    |
| 25   | Samu Vaaleri        |     |      |     |       | 3   |     |       |     | 21    |
| 26   | Andrus Toom         |     |      |     |       | 4   |     |       |     | 21    |
| 27   | Pietro Elia Ometto  |     |      |     |       |     | 52  |       |     | 21    |
| 28   | Ramón Ferencz       |     |      |     |       |     |     | 52    |     | 21    |
| 29   | Yeray Mújica        |     |      | 4   |       |     |     |       |     | 19    |
| 30   | Petr Těšínský       | Rit |      |     |       |     |     | 4     |     | 19    |
| 31   | Jordi Mercader      |     | 16   | 12  | 21    |     | 20  |       | 7   | 17    |
| 32   | Inês Ponte          | 7   | 12   |     |       |     |     |       |     | 17    |
| 33   | Axel Coronado       | Rit |      | 6   |       | 15  |     |       |     | 16    |
| 34   | John Kennard        |     |      |     |       | 6   |     |       |     | 15    |
| 35   | Borja Odriozola     |     |      |     |       |     |     |       | 6   | 15    |
| 36   | Bernhard Ettel      |     |      |     |       |     | 12  | 8     |     | 15    |
| 37   | Ondřej Krajča       |     |      |     |       |     |     | 91    |     | 14    |
| 38   | Virginia Lenzi      | 20  | 22   | 17  | (Rit) | 25  | 19  | 12    | 9   | 13    |
| 39   | José Teixeira       | 8   | Rit  |     |       |     |     |       |     | 11    |
| 40   | Mário Castro        | 9   | 18   |     |       |     |     |       |     | 9     |
| 41   | Nicolò Gonella      |     |      |     |       |     | 9   | 27    |     | 9     |
| 42   | Tomasz Kotarba      | Rit | 26   | 11  | 15    | Rit | 14  |       |     | 8     |
| 43   | Luca Guglielmetti   | 22  | Rit  | 23  | 38    | 34  | 21  | (Rit) | 10  | 7     |
| 44   | Eduardo González    |     |      | 10  |       |     |     |       |     | 7     |
| 45   | János Czakó         |     |      |     |       |     | 10  |       |     | 7     |
| 46   | Javier Martínez     | 11  | 17   |     |       |     |     |       |     | 5     |
| 47   | Ken Järveoja        | 25  |      |     |       |     | 11  |       |     | 5     |
| 48   | Jorge Carvalho      | Rit | 11   |     |       |     |     |       |     | 5     |
| 49   | Ángel Vela          |     |      |     |       |     |     |       | 11  | 5     |
| 50   | Ilka Minor          |     |      |     | 341   | Rit |     |       |     | 5     |
| 51   | Sebastian Virtanen  |     |      |     |       |     |     | 19    | 12  | 4     |
| 52   | Gabriel Morales     | 12  | Rit  |     |       |     |     |       |     | 4     |
| 53   | Damian Syty         |     |      |     | 12    |     |     |       |     | 4     |
| 54   | Kristo Tamm         |     |      |     | 16    | 13  |     |       |     | 3     |
| 55   | Alberto Chamorro    |     |      | 13  |       |     | 18  |       |     | 3     |
| 56   | Rodrigo Sanjuan     |     |      | 20  |       |     |     | 13    |     | 3     |
| 57   | Claudi Ribeiro      | 13  |      |     |       |     |     |       |     | 3     |
| 58   | Julia Thulin        |     |      |     | 13    |     |     |       |     | 3     |
| 59   | Giulia Paganoni     |     |      |     |       |     | 13  |       |     | 3     |
| 60   | Rainis Raidma       | 14  |      |     | 19    | 17  |     |       |     | 2     |
| 61   | Nicola Arena        | Rit | 20   | 14  |       |     | 17  |       |     | 2     |
| 62   | Jorge Henriques     |     | 14   |     |       |     |     |       |     | 2     |
| 63   | Grzegorz Dachowski  |     |      |     | 14    |     |     |       |     | 2     |
| 64   | Pia Šumer           |     |      |     |       | 14  |     |       |     | 2     |
| 65   | Alexandra Skripová  |     |      |     |       |     |     | 14    |     | 2     |
| 66   | Xavi Moreno         | 19  |      | 18  | 24    | 15  | 22  |       |     | 1     |
| 67   | Hugo Magalhães      |     |      | 21  | Rit   |     | 15  | 26    |     | 1     |
| 68   | Kateřina Janovská   |     |      | 26  | 32    | Rit | Rit | 15    |     | 1     |
| 69   | Carlos Cancela      | 15  | 28   | 39  | 33    |     |     |       |     | 1     |
| 70   | João Câmara         |     | 15   |     |       |     |     |       |     | 1     |
| Pos. | Copilota            | SER | AZZ  | CAN | POL   | LIE | ROM | BAR   | CAT | Punti |

| Colore  | Risultato                |
| ------- | ------------------------ |
| Oro     | Vincitore                |
| Argento | 2º posto                 |
| Bronzo  | 3º posto                 |
| Verde   | Finito a punti           |
| Blu     | Finito senza punti       |
| Blu     | Non classificato (NC)    |
| Viola   | Ritirato (Rit)           |
| Nero    | Squalificato (SQ)        |
| Nero    | Escluso (ES)             |
| Bianco  | Non ha gareggiato        |
| Bianco  | Iscrizione ritirata (WD) |
| Bianco  | Non partito (NP)         |
| Bianco  | Gara cancellata (C)      |

### Classifica generale a squadre
Al campionato a squadre possono essere iscritte a ogni evento sino a un massimo di tre vetture per scuderia ma soltanto le migliori due classificate marcheranno i punti per la classifica. Per gli equipaggi iscritti alla serie ERC4 o ERC4 Junior varranno i punti maturati all'interno del loro stesso gruppo.
| Pos. | Squadra                               | SER | SER | AZZ | AZZ | CAN | CAN | POL | POL | LIE | LIE | ROM | ROM | BAR | BAR | CAT | CAT | Punti |
| ---- | ------------------------------------- | --- | --- | --- | --- | --- | --- | --- | --- | --- | --- | --- | --- | --- | --- | --- | --- | ----- |
| 1    | Team MRF Tyres                        | 6   | Rit | 1   | 4   | 1   | 3   | 4   | 7   | 1   | 2   | 1   | 2   | 5   | 6   | 1   | 2   | 341   |
| 2    | Toksport WRT                          | 2*  | 2*  | 1*  | 2*  | 2*  | 3*  |     |     | 2*  | 5*  | 2*  | 2*  | 2*  | 2*  | 2*  | 2*  | 236   |
| 3    | ADAC Opel Rallye Junior Team          |     |     |     |     | 1*  | 1*  | 1*  | 5*  | 6*  | 8*  | 1*  | 1*  | 1*  | 6*  | 1*  | 1*  | 208   |
| 4    | Rallye Team Spain                     | 1   | 1*  | 4*  | 4*  |     |     | 2*  | 2*  | 1*  | 1*  | 3*  | 3*  | 3*  | 3*  | 3*  | 3*  | 191   |
| 5    | Suzuki Motor Ibérica                  | 7   | 9   | 8   | 10  | 6   | 10  | 14  | 16  |     |     | 8   | 9   |     |     | 4   | 5   | 111   |
| 6    | Topp-Cars Rally Team                  |     |     |     |     |     |     | 6   | 6   |     |     | 4   | 4   | 7   | 7   | 3   | 3   | 70    |
| 7    | Kowax 2Brally Racing                  | 2*  | 2*  |     |     |     |     | 2   | 3*  | 5   | 5   |     |     | 7   | 7   |     |     | 69    |
| 8    | Eurosol Racing Team Hungary           |     |     | 2   | 2   | 9   | 9   |     |     | 7   | 7   |     |     | 3   | 3   |     |     | 67    |
| 9    | Plon RT                               | 12  | 12  |     |     |     |     | 3   | 3   | 3   | 3   | 5   | 5   |     |     |     |     | 66    |
| 10   | Yacco ACCR Team                       |     |     |     |     | 8*  | 8*  | 7*  | 7*  |     |     |     |     | 4   | 4*  |     |     | 62    |
| 11   | Team Hyundai Portugal                 | 3   | 5   | 3   | Rit |     |     |     |     |     |     |     |     |     |     |     |     | 59    |
| 12   | Herczig Autósport KFT                 |     |     |     |     |     |     |     |     | 7*  | 7*  | 4*  | 4*  | 5*  | 5*  |     |     | 49    |
| 13   | KG-RT                                 | 10  | 10  | 11  | 11  | 8   | 8   | 15  | 15  | 9   | 9   | 11  | 11  | 11  | 11  |     |     | 47    |
| 14   | Entry Engineering - ATT Investments   |     |     |     |     |     |     | 6   | 6   |     |     | 10  | 10  | 2   | 2   |     |     | 46    |
| 15   | BTH Import Stal Rally Team            |     |     | 9   | 9   | 5   | 5   | 10  | 10  |     |     | 7   | 7   |     |     |     |     | 46    |
| 16   | ALM Motorsport                        | 2   | 2   |     |     |     |     |     |     | 3   | 3   |     |     |     |     |     |     | 45    |
| 17   | OT Racing                             | 8   | 8   |     |     |     |     | 11  | 13  | 6   | 8   |     |     |     |     |     |     | 45    |
| 18   | Mažeikių ASK                          |     |     |     |     |     |     | 4*  | 4*  | 4*  | 4*  |     |     |     |     |     |     | 38    |
| 19   | Citroën Vodafone Team                 | 4   | 4   | 6   | 6   |     |     |     |     |     |     |     |     |     |     |     |     | 34    |
| 20   | CKR Estonia                           | 3*  | 3*  |     |     |     |     | 8*  | 8*  |     |     |     |     |     |     |     |     | 32    |
| 21   | ORLEN Team                            |     |     |     |     |     |     | 1   | 1   |     |     |     |     |     |     |     |     | 30    |
| 22   | Agrotec Škoda Rally Team              |     |     |     |     |     |     |     |     |     |     |     |     | 1   | 1   |     |     | 30    |
| 23   | Tehase Auto                           |     |     |     |     |     |     | 8   | 8   | 4   | 4   |     |     |     |     |     |     | 30    |
| 24   | M-Sport Racing Kft                    |     |     |     |     | 7*  | 7*  | 6*  | 6*  |     |     |     |     |     |     |     |     | 28    |
| 25   | BRR Baumschlager Rallye & Racing Team |     |     |     |     |     |     |     |     |     |     | 6   | 6   | 8   | 8   |     |     | 26    |
| 26   | Copi Sport                            |     |     |     |     | 2   | 2   |     |     |     |     |     |     |     |     |     |     | 24    |
| 27   | M-Sport Poland                        |     |     |     |     |     |     | 9   | 9   |     |     | 7   | 7   |     |     |     |     | 22    |
| 28   | F.P.F. Sport                          |     |     |     |     |     |     |     |     |     |     | 3   | 3   |     |     |     |     | 21    |
| 29   | Proracing Rally Team                  |     |     | 5   | 5   |     |     | 12  | 12  |     |     |     |     |     |     |     |     | 21    |
| 30   | Revys Motorsport                      |     |     |     |     | 4   | 4   |     |     |     |     |     |     |     |     |     |     | 19    |
| 31   | ACA eSports                           |     |     |     |     | 5*  | 5*  | Rit | Rit | Rit | Rit |     |     |     |     |     |     | 17    |
| 32   | Escudería Maspalomas                  |     |     |     |     | 6*  | 6*  |     |     |     |     |     |     |     |     |     |     | 15    |
| 33   | Play Racing                           |     |     | 7   | 7   |     |     |     |     |     |     |     |     |     |     |     |     | 13    |
| 34   | Escudería Mollerussa                  | Rit | Rit |     |     | 7   | 7   |     |     |     |     |     |     |     |     |     |     | 13    |
| 35   | Samohýl Škoda Team                    |     |     |     |     |     |     |     |     |     |     |     |     | 9   | 9   |     |     | 9     |
| 36   | Escudería Milesocasiones.com          | 11  | 11  |     |     |     |     |     |     |     |     |     |     |     |     |     |     | 5     |
| Pos. | Squadra                               | SER | SER | AZZ | AZZ | CAN | CAN | POL | POL | LIE | LIE | ROM | ROM | BAR | BAR | CAT | CAT | Punti |

| Colore  | Risultato                |
| ------- | ------------------------ |
| Oro     | Vincitore                |
| Argento | 2º posto                 |
| Bronzo  | 3º posto                 |
| Verde   | Finito a punti           |
| Blu     | Finito senza punti       |
| Blu     | Non classificato (NC)    |
| Viola   | Ritirato (Rit)           |
| Nero    | Squalificato (SQ)        |
| Nero    | Escluso (ES)             |
| Bianco  | Non ha gareggiato        |
| Bianco  | Iscrizione ritirata (WD) |
| Bianco  | Non partito (NP)         |
| Bianco  | Gara cancellata (C)      |

### Classifiche ERC3

#### Classifica piloti
| Pos. | Pilota          | SER | AZZ | CAN | POL | LIE | ROM | BAR | CAT | Punti |
| ---- | --------------- | --- | --- | --- | --- | --- | --- | --- | --- | ----- |
| 1    | Igor Widłak     | 3   | 2   | 1   | 4   | 2   | 2   | 1   |     | 172   |
| 2    | Kaspar Kasari   | 1   |     |     | 2   | 1   |     |     |     | 84    |
| 3    | Robert Virves   |     |     |     | 1   |     | 1   |     |     | 60    |
| 4    | Dmitry Feofanov | 2   |     |     | 3   |     |     |     |     | 45    |
| 5    | Jon Armstrong   |     | 1   |     |     |     |     |     |     | 30    |
| 6    | Nassib Nassar   |     |     |     |     |     | 3   |     |     | 21    |
| Pos. | Pilota          | SER | AZZ | CAN | POL | LIE | ROM | BAR | CAT | Punti |

| Colore  | Risultato                |
| ------- | ------------------------ |
| Oro     | Vincitore                |
| Argento | 2º posto                 |
| Bronzo  | 3º posto                 |
| Verde   | Finito a punti           |
| Blu     | Finito senza punti       |
| Blu     | Non classificato (NC)    |
| Viola   | Ritirato (Rit)           |
| Nero    | Squalificato (SQ)        |
| Nero    | Escluso (ES)             |
| Bianco  | Non ha gareggiato        |
| Bianco  | Iscrizione ritirata (WD) |
| Bianco  | Non partito (NP)         |
| Bianco  | Gara cancellata (C)      |

#### Classifica copiloti
| Pos. | Copilota        | SER | AZZ | CAN | POL | LIE | ROM | BAR | CAT | Punti |
| ---- | --------------- | --- | --- | --- | --- | --- | --- | --- | --- | ----- |
| 1    | Daniel Dymurski | 3   | 2   | 1   | 4   | 2   | 2   | 1   |     | 172   |
| 2    | Rainis Raidma   | 1   |     |     | 2   | 1   |     |     |     | 84    |
| 3    | Normunds Kokins | 2   |     |     | 3   |     |     |     |     | 45    |
| 4    | Brian Hoy       |     | 1   |     |     |     |     |     |     | 30    |
| 5    | Julia Thulin    |     |     |     | 1   |     |     |     |     | 30    |
| 6    | Hugo Magalhães  |     |     |     |     |     | 1   |     |     | 30    |
| 7    | Rony Maroun     |     |     |     |     |     | 3   |     |     | 21    |
| Pos. | Copilota        | SER | AZZ | CAN | POL | LIE | ROM | BAR | CAT | Punti |

| Colore  | Risultato                |
| ------- | ------------------------ |
| Oro     | Vincitore                |
| Argento | 2º posto                 |
| Bronzo  | 3º posto                 |
| Verde   | Finito a punti           |
| Blu     | Finito senza punti       |
| Blu     | Non classificato (NC)    |
| Viola   | Ritirato (Rit)           |
| Nero    | Squalificato (SQ)        |
| Nero    | Escluso (ES)             |
| Bianco  | Non ha gareggiato        |
| Bianco  | Iscrizione ritirata (WD) |
| Bianco  | Non partito (NP)         |
| Bianco  | Gara cancellata (C)      |

### Classifiche ERC4

#### Classifica piloti
| Pos. | Pilota             | SER | AZZ | CAN | POL   | LIE | ROM | BAR   | CAT | Punti |
| ---- | ------------------ | --- | --- | --- | ----- | --- | --- | ----- | --- | ----- |
| 1    | Óscar Palomo       | 1   |     | 4   | 3     | 1   | 4   | 3     | 4   | 159   |
| 2    | Laurent Pellier    |     |     | 1   | 1     | 17  | 1   | 1     | 1   | 150   |
| 3    | Andrea Mabellini   | 2   | 2   | 3   | (Rit) | 9   | 2   | 2     | 2   | 150   |
| 4    | Toni Herranen      |     |     |     | 2     | 2   | 15  | 7     | 5   | 79    |
| 5    | Roberto Daprà      | 4   | Rit | 9   | 13    | 15  | 3   | (Rit) | 3   | 74    |
| 6    | Paulo Soria        | 3   | 3   | 13  | Rit   | 10  | 7   | 10    |     | 72    |
| 7    | Anthony Fotia      | Rit | 1   | 2   | Rit   | 5   |     |       |     | 71    |
| 8    | Victor Hansen      |     |     | 12  | 6     | 4   | 6   | Rit   |     | 53    |
| 9    | Giorgio Cogni      |     | 4   | 15  |       | Rit | 9   | 11    |     | 34    |
| 10   | Alex Español       |     |     | 5   | Rit   | Rit | Rit | 5     |     | 34    |
| 11   | Daniel Polášek     |     |     | 11  | 10    | Rit | Rit | 4     |     | 31    |
| 12   | Sergio Fuentes     |     | 5   | 14  |       | 13  | 10  | Rit   |     | 29    |
| 13   | Justas Simaška     |     |     |     | 5     | 8   | Rit |       |     | 28    |
| 14   | Norman Kreuter     |     |     |     |       |     | 8   | 6     |     | 26    |
| 15   | Martin László      |     |     | 8   | 8     | Rit | Rit |       |     | 22    |
| 16   | Benjamin Korhola   |     |     |     |       | 3   |     |       |     | 21    |
| 17   | Adam Sroka         |     |     |     | 4     |     |     |       |     | 19    |
| 18   | Joosep Ralf Nõgene | 5   |     |     | 14    | Rit |     |       |     | 17    |
| 19   | Andrea Mazzocchi   |     | 8   | 16  |       | 11  | Rit | 14    |     | 18    |
| 20   | Mattia Vita        |     |     | 21  |       | 16  | 5   |       |     | 17    |
| 21   | Luca Waldherr      |     |     |     | 7     | 12  |     |       |     | 17    |
| 22   | Nick Loof          |     |     | 7   | Rit   |     |     | 13    | Rit | 16    |
| 23   | Emre Hasbay        |     | 6   | 17  |       | Rit | 16  | Rit   |     | 15    |
| 24   | Raúl Hernández     |     |     | 6   |       |     |     |       |     | 15    |
| 25   | Isak Reiersen      |     |     |     |       | 6   |     |       |     | 15    |
| 26   | Patrik Herczig     |     | Rit | 18  |       | 14  | 12  | 9     |     | 15    |
| 27   | Ghjuvanni Rossi    |     | Rit | 19  |       | Rit | 13  | 8     |     | 14    |
| 28   | Ernesto Cunha      | Rit | 7   |     |       |     |     |       |     | 13    |
| 29   | Karl-Markus Sei    |     |     |     |       | 7   |     |       |     | 13    |
| 30   | Gracjan Predko     |     |     |     | 9     |     |     |       |     | 9     |
| 31   | René Noller        |     |     | 10  |       |     |     |       |     | 7     |
| 32   | Norbert Maior      |     |     | Rit | 11    |     |     |       |     | 5     |
| 33   | Michael Rendina    |     |     |     |       |     | 11  |       |     | 5     |
| 34   | Tymoteusz Jocz     |     |     |     | 12    |     |     |       |     | 4     |
| 35   | Fabian Zeiringer   |     |     |     |       |     |     | 12    |     | 4     |
| 36   | Alexandru Filip    |     |     |     |       |     | 14  |       |     | 2     |
| Pos. | Pilota             | SER | AZZ | CAN | POL   | LIE | ROM | BAR   | CAT | Punti |

| Colore  | Risultato                |
| ------- | ------------------------ |
| Oro     | Vincitore                |
| Argento | 2º posto                 |
| Bronzo  | 3º posto                 |
| Verde   | Finito a punti           |
| Blu     | Finito senza punti       |
| Blu     | Non classificato (NC)    |
| Viola   | Ritirato (Rit)           |
| Nero    | Squalificato (SQ)        |
| Nero    | Escluso (ES)             |
| Bianco  | Non ha gareggiato        |
| Bianco  | Iscrizione ritirata (WD) |
| Bianco  | Non partito (NP)         |
| Bianco  | Gara cancellata (C)      |

#### Classifica copiloti
| Pos. | Copilota               | SER | AZZ | CAN | POL | LIE | ROM | BAR   | CAT | Punti |
| ---- | ---------------------- | --- | --- | --- | --- | --- | --- | ----- | --- | ----- |
| 1    | Marine Pelamourgues    |     |     | 1   | 1   | 17  | 1   | 1     | 1   | 150   |
| 2    | Virginia Lenzi         | 2   | 2   | 3   | Rit | 9   | 2   | 2     | 2   | 150   |
| 3    | Xavi Moreno            | 1   |     | 4   | 3   | 1   | 4   |       |     | 119   |
| 4    | Arnaud Dunand          | Rit | 1   | 2   | Rit | 5   |     | 8     |     | 82    |
| 5    | Luca Guglielmetti      | 4   | Rit | 9   | 13  | 15  | 3   | (Rit) | 3   | 74    |
| 6    | Marcelo Der Ohannesian | 3   | 3   | 13  | Rit | 10  | 7   | 10    |     | 72    |
| 7    | Victor Johansson       |     |     | 12  | 6   | 4   | 6   | Rit   |     | 53    |
| 8    | Mikko Lukka            |     |     |     | 2   | 2   | 15  |       |     | 49    |
| 9    | Rodrigo Sanjuan        |     |     | 6   |     |     |     | 3     |     | 36    |
| 10   | Gabriele Zanni         |     | 4   | 15  |     | Rit | 9   | 11    |     | 34    |
| 11   | José Murado            |     |     | 5   |     | Rit |     | 5     |     | 34    |
| 12   | Kateřina Janovská      |     |     | 11  | 10  | Rit | Rit | 4     |     | 31    |
| 13   | Sebastian Virtanen     |     |     |     |     |     |     | 7     | 5   | 30    |
| 14   | Alain Peña             |     | 5   | 14  |     | 13  | 10  | Rit   |     | 29    |
| 15   | Giedrius Nomeika       |     |     |     | 5   | 8   | Rit |       |     | 28    |
| 16   | Dávid Berendi          |     |     | 8   | 8   | Rit | Rit |       |     | 22    |
| 17   | Pekka Kelander         |     |     |     |     | 3   |     |       |     | 21    |
| 18   | Patryk Kielar          |     |     |     | 4   |     |     |       |     | 19    |
| 19   | Ángel Vela             |     |     |     |     |     |     |       | 4   | 19    |
| 20   | Ken Järveoja           | 5   |     |     |     |     |     |       |     | 17    |
| 21   | Sofia D'Ambrosio       |     |     |     |     |     | 5   |       |     | 17    |
| 22   | Claudia Maier          |     |     |     | 7   | 12  |     |       |     | 17    |
| 23   | Hugo Magalhães         |     |     | 7   | Rit |     |     | 13    |     | 16    |
| 24   | Silvia Gallotti        |     | 8   | 16  |     | 11  | Rit |       |     | 16    |
| 25   | Kutay Ertugrul         |     | 6   | 17  |     |     |     |       |     | 15    |
| 26   | Lucas Karlsson         |     |     |     |     | 6   |     |       |     | 15    |
| 27   | Jeannette Kvick        |     |     |     |     |     |     | 6     |     | 15    |
| 28   | Kristóf Varga          |     |     |     |     | 14  | 12  | 9     |     | 15    |
| 29   | Rui Raimundo           | Rit | 7   |     |     |     |     |       |     | 13    |
| 30   | Martin Leotoots        |     |     |     |     | 7   |     |       |     | 13    |
| 31   | Tamara Lutz            |     |     |     |     |     | 8   |       |     | 11    |
| 32   | Adrian Sadowski        |     |     |     | 9   |     |     |       |     | 9     |
| 33   | Anne Katharina Stein   |     |     | 10  |     |     |     |       |     | 7     |
| 34   | Francesca Maria Maior  |     |     | Rit | 11  |     |     |       |     | 5     |
| 35   | Mario Pizzuti          |     |     |     |     |     | 11  |       |     | 5     |
| 36   | Maciej Judycki         |     |     |     | 12  |     |     |       |     | 4     |
| 37   | Angelika Letz          |     |     |     |     |     | 12  |       |     | 4     |
| 38   | Dominique Corvi        |     |     | 19  |     | Rit | 13  |       |     | 3     |
| 39   | Aleks Lesk             |     |     |     | 14  |     |     |       |     | 2     |
| 40   | Gabriel Lazăr          |     |     |     |     |     | 14  |       |     | 2     |
| 41   | Nicolò Gonella         |     |     |     |     |     |     | 14    |     | 2     |
| Pos. | Copilota               | SER | AZZ | CAN | POL | LIE | ROM | BAR   | CAT | Punti |

| Colore  | Risultato                |
| ------- | ------------------------ |
| Oro     | Vincitore                |
| Argento | 2º posto                 |
| Bronzo  | 3º posto                 |
| Verde   | Finito a punti           |
| Blu     | Finito senza punti       |
| Blu     | Non classificato (NC)    |
| Viola   | Ritirato (Rit)           |
| Nero    | Squalificato (SQ)        |
| Nero    | Escluso (ES)             |
| Bianco  | Non ha gareggiato        |
| Bianco  | Iscrizione ritirata (WD) |
| Bianco  | Non partito (NP)         |
| Bianco  | Gara cancellata (C)      |

### Classifiche ERC4 Junior
La serie ERC4 Junior WRC è costituita da sei appuntamenti, di cui quattro su asfalto e due su terra, e sarà aperta ai piloti che non abbiano superato i 27 anni di età al 1º gennaio 2022; saranno validi i migliori cinque risultati sui sei a disposizione.

#### Classifica piloti
| Pos. | Pilota             | CAN | POL   | LIE  | ROM | BAR   | CAT | Punti |
| ---- | ------------------ | --- | ----- | ---- | --- | ----- | --- | ----- |
| 1    | Laurent Pellier    | 1   | 1     | (10) | 1   | 1     | 1   | 150   |
| 2    | Óscar Palomo       | 3   | 3     | 1    | 4   | 3     | (4) | 112   |
| 3    | Andrea Mabellini   | 2   | (Rit) | 7    | 2   | 2     | 2   | 109   |
| 4    | Toni Herranen      |     | 2     | 2    | 7   | 6     | 5   | 93    |
| 5    | Roberto Daprà      | 8   | 10    | 8    | 3   | (Rit) | 3   | 71    |
| 6    | Victor Hansen      | 11  | 5     | 4    | 6   | Rit   |     | 56    |
| 7    | Daniel Polášek     | 10  | 8     | Rit  | Rit | 4     |     | 37    |
| 8    | Alex Español       | 4   | Rit   | Rit  | Rit | 5     |     | 36    |
| 9    | Justas Simaška     |     | 4     | 6    | Rit |       |     | 34    |
| 10   | Mattia Vita        | 13  |       | 9    | 5   |       |     | 29    |
| 11   | Martin László      | 7   | 6     | Rit  | Rit |       |     | 28    |
| 12   | Nick Loof          | 6   | Rit   |      |     | 8     | Rit | 26    |
| 13   | Benjamin Korhola   |     |       | 3    |     |       |     | 21    |
| 14   | Raúl Hernández     | 5   |       |      |     |       |     | 17    |
| 15   | Isak Reiersen      |     |       | 5    |     |       |     | 17    |
| 16   | Gracjan Predko     |     | 7     |      |     |       |     | 13    |
| 17   | Fabian Zeiringer   |     |       |      |     | 7     |     | 13    |
| 18   | René Noller        | 9   |       |      |     |       |     | 9     |
| 19   | Norbert Maior      | Rit | 9     |      |     |       |     | 9     |
| 20   | Joosep Ralf Nõgene |     | 11    | Rit  |     |       |     | 5     |
| 21   | Ola Nore           | 12  | Rit   |      |     |       |     | 4     |
| Pos. | Pilota             | CAN | POL   | LIE  | ROM | BAR   | CAT | Punti |

| Colore  | Risultato                |
| ------- | ------------------------ |
| Oro     | Vincitore                |
| Argento | 2º posto                 |
| Bronzo  | 3º posto                 |
| Verde   | Finito a punti           |
| Blu     | Finito senza punti       |
| Blu     | Non classificato (NC)    |
| Viola   | Ritirato (Rit)           |
| Nero    | Squalificato (SQ)        |
| Nero    | Escluso (ES)             |
| Bianco  | Non ha gareggiato        |
| Bianco  | Iscrizione ritirata (WD) |
| Bianco  | Non partito (NP)         |
| Bianco  | Gara cancellata (C)      |